# Лхота под Хоржичками
Лхота под Хоржичками (чеш. Lhota pod Hořičkami) је насељено мјесто са административним статусом сеоске општине (чеш. obec) у округу Наход, у Краловехрадечком крају, Чешка Република.

## Становништво
Према подацима о броју становника из 2014. године насеље је имало 291 становника.